# Вяземський район (Хабаровський край)
Вя́земський район (рос. Вяземский район) — район у складі Хабаровського краю Російської Федерації.
Адміністративний центр — місто Вяземський.

## Історія
Район був утворений 22 липня 1934 року із частини Пригородного району Далекосхідного краю з центром у селі Вяземське. Тоді до складу району увійшли 44 сільради. 26 жовтня 1938 року село Вяземське стало селищем міського типу, 25 жовтня 1951 року селище отримало статус міста. 1 лютого 1963 року район перейменовано у Вяземський сільський район, однак 12 січня 1965 року перетворено в район. Станом на січень 1973 року до складу району входили 13 сільрад та 1 селищна рада.

## Населення
Населення — 20758 осіб (2019; 22974 в 2010, 25879 у 2002).

## Адміністративний поділ
Район адміністративно поділяється на 1 міське поселення та 18 сільських поселень:
| Поселення                                   | Площа, км² | Населення, осіб (2002) | Населення, осіб (2010) | Населення, осіб (2019) | Центр         | Населені пункти |
| ------------------------------------------- | ---------- | ---------------------- | ---------------------- | ---------------------- | ------------- | --------------- |
| Вяземське міське поселення                  | 63,14      | 15760                  | 14555                  | 12889                  | Вяземський    | 1               |
| Аванське сільське поселення                 | 4,09       | 768                    | 760                    | 715                    | Аван          | 1               |
| Венюковське сільське поселення              | 4,95       | 454                    | 353                    | 328                    | Венюково      | 1               |
| Видненське сільське поселення               | 3,77       | 147                    | 132                    | 127                    | Видне         | 1               |
| Виноградовське сільське поселення           | 3,60       | 298                    | 249                    | 209                    | Виноградовка  | 2               |
| Глібовське сільське поселення               | 5,78       | 347                    | 286                    | 279                    | Глібово       | 3               |
| Дормідонтовське сільське поселення (село)   | 9,04       | 657                    | 556                    | 466                    | Дормідонтовка | 1               |
| Дормідонтовське сільське поселення (селище) | 20,00      | 1672                   | 1426                   | 1379                   | Дормідонтовка | 1               |
| Забайкальське сільське поселення            | 9,18       | 416                    | 415                    | 426                    | Забайкальське | 1               |
| Капітоновське сільське поселення            | 13,07      | 551                    | 488                    | 529                    | Капітоновка   | 1               |
| Кедровське сільське поселення               | 7,21       | 207                    | 111                    | 105                    | Кедрово       | 1               |
| Котиковське сільське поселення              | 6,94       | 624                    | 578                    | 535                    | Котиково      | 3               |
| Красицьке сільське поселення                | 8,95       | 927                    | 678                    | 555                    | Красицьке     | 1               |
| Кукелевське сільське поселення              | 4,16       | 271                    | 219                    | 254                    | Кукелево      | 1               |
| Медвеженське сільське поселення             | 2,43       | 267                    | 136                    | 98                     | Медвежий      | 1               |
| Отрадненське сільське поселення             | 10,86      | 1031                   | 860                    | 799                    | Отрадне       | 1               |
| Садове сільське поселення                   | 1,58       | 236                    | 212                    | 233                    | Садове        | 1               |
| Шереметьєвське сільське поселення           | 9,86       | 754                    | 621                    | 564                    | Шереметьєво   | 1               |
| Шумнинське сільське поселення               | 4,99       | 492                    | 339                    | 268                    | Шумний        | 1               |

## Найбільші населені пункти
| №  | Місто                 | Населення, осіб (2002) | Населення, осіб (2010) |
| -- | --------------------- | ---------------------- | ---------------------- |
| 1  | Вяземський            | 15760                  | 14555                  |
| 2  | Дормідонтовка, селище | 1672                   | 1426                   |
| 3  | Отрадне               | 1031                   | 860                    |
| 4  | Аван                  | 768                    | 760                    |
| 5  | Красицьке             | 927                    | 678                    |
| 6  | Шереметьєво           | 754                    | 621                    |
| 7  | Котиково              | 597                    | 564                    |
| 8  | Дормідонтовка, село   | 657                    | 556                    |
| 9  | Капітоновка           | 551                    | 488                    |
| 10 | Забайкальське         | 416                    | 415                    |